# З
З (onderkast: з) (ze) is een letter uit het cyrillische alfabet die als /z/ wordt uitgesproken. Deze letter kan verward worden met het getal 3.

## Weergave

### Unicode
De З en з zijn in 1993 toegevoegd aan de Unicode 1.0 karakterset.
In Unicode vindt men З onder het codepunt U+0417 (hex) en з onder U+0437.

### HTML
In HTML kan men voor З de code &Zcy; gebruiken, en voor з &zcy;.